# Зарштедт
Зарштедт (нім. Sarstedt) — місто в Німеччині, розташоване в землі Нижня Саксонія. Входить до складу району Гільдесгайм.
Площа — 42,94 км2. Населення становить 19 423 ос. (станом на 31 грудня 2021).